# Szyling

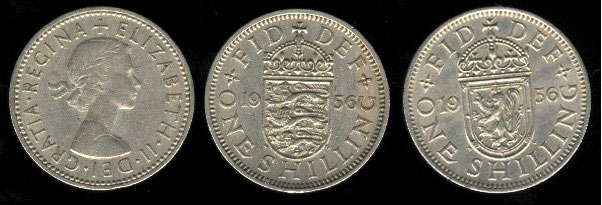
Szyling brytyjski z 1956

Szyling – oficjalna jednostka monetarna w Kenii, Somalii, Tanzanii i Ugandzie. Jako odrębna waluta występuje też w nieuznawanym przez społeczność międzynarodową Somalilandzie. 
Do czasu reformy monetarnej (15 lutego 1971) szyling był też monetą występującą w Wielkiej Brytanii. Szyling równał się 1/20 funta szterlinga, a sam dzielił się na 12 pensów.
Do czasu wprowadzenia euro 1 stycznia 2002 w większości państw Wspólnoty Europejskiej, szyling był walutą Austrii i dzielił się na 100 groszy.

## Obecne i byłe waluty
- szyling kenijski
- szyling somalijski
- szyling Somalilandu
- szyling tanzański
- szyling ugandyjski
- szyling austriacki
- szyling duński